# 鵜足郡
鵜足郡（日语：／ Uta gun */?）為過去隸屬日本讚岐國的郡，廢藩置縣後屬香川縣，已於1899年與阿野郡合併為綾歌郡。
過去的轄區包括現在的宇多津町大部分地區、丸龜市東半部地區、坂出市西側的川津町地區和滿濃町東半部地區。

## 歷史
大部份地區在江戶時代屬於高松藩，僅位於西北部的土居村屬於丸龟藩。
1871年日本實施廢藩置縣後，最初劃入高松縣，但不到一年內，被整併為香川縣所屬。1873年後，陸續又被整併為名東縣、香川縣、愛媛縣，直到1888年才最終確定屬於再次恢復設置的香川縣。

### 變遷表

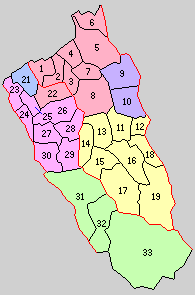
鵜足郡最初轄下行政區劃：21.宇多津村 22.川津村 23.土器村 24.川西村 25.飯野村 26.坂本村 27.法勲寺村 28.富熊村 29.栗熊村 30.岡田村 31.長炭村 32.造田村 33.美合村（紅色：現為坂出市 桃色：現為丸龜市 綠色：現為滿濃町）

- 1878年：东川津村、西川津村合并为川津村。（29村）
- 1890年2月15日：實施町村制，土居村编入那珂郡丸龟町。鵜足郡下轄：宇多津村、川津村、土器村、川西村、飯野村、坂本村、法勲寺村、富熊村、栗熊村、岡田村、長炭村、造田村、美合村。（13村）
  - 宇多津村（单独村制。現綾歌郡宇多津町）
  - 川津村（单独村制。現坂出市、丸龟市）
  - 土器村（单独村制。現丸龟市）
  - 川西村 ← 西小川村、西二村（現丸龟市）
  - 饭野村 ← 東分村、西分村、東二村（現丸龟市）
  - 坂本村 ← 東坂元村、西坂元村、川原村、真時村（現丸龟市）
  - 法勲寺村 ← 上法軍寺村、下法軍寺村、東小川村（現丸龟市）
  - 富熊村（单独村制。現丸龟市）
  - 栗熊村 ← 栗熊東村、栗熊西村（現丸龟市）
  - 岡田村 ← 岡田上村、岡田下村、岡田東村、岡田西村（現丸龟市）
  - 長炭村 ← 長尾村、炭所東村、炭所西村（現仲多度郡满浓町）
  - 造田村（单独村制。現仲多度郡满浓町）
  - 美合村 ← 中通村、勝浦村，阿野郡川东村（現仲多度郡满浓町）
- 1898年2月11日：宇多津村改制為宇多津町。（1町12村）
- 1899年4月1日：與阿野郡合併為綾歌郡。